# His Band and the Street Choir
| 전문가 평가                   | 전문가 평가  |
| 평가 점수                     | 평가 점수    |
| 출처                          | 점수         |
| ----------------------------- | ------------ |
| AllMusic                      | [ 1 ]        |
| Christgau's Record Guide      | A            |
| Encyclopedia of Popular Music | [ 3 ]        |
| Music Story                   | [ 4 ]        |
| MusicHound Rock               | 5/5          |
| Pitchfork                     | (8.7/10)     |
| Q                             | [ 7 ]        |
| Rolling Stone                 | (favourable) |
| The Rolling Stone Album Guide | [ 9 ]        |
| Uncut                         | 8/10         |

《His Band and the Street Choir》(《Street Choir》라고도 함)는 북아일랜드의 싱어송라이터 밴 모리슨의 네 번째 스튜디오 음반이다. 1970년 11월 15일, 워너 브라더스 레코드에 의해 발매되었다. 원래 제목은 《Virgo's Fool, Street Choir》로, 모리슨의 동의 없이 워너 브라더스에 의해 이름이 바뀌었다. 녹음은 1970년 초 뉴욕주 우드스톡의 작은 교회에서 데모 세션으로 시작되었다. 모리슨은 1970년 2/4분기에 뉴욕시 46번가에 있는 A&R 스튜디오를 예약하여 《His Band and the Street Choir》에서 발매된 두 곡의 세션을 제작했다.
평론가들은 두 세션의 음악이 자유롭고 편안한 사운드라고 극찬했지만, 가사는 그의 이전 작품에 비해 단순하다는 평가를 받았다. 모리슨은 자신이 거리 합창단이라고 부르는 보컬 그룹의 보컬 백만으로 아카펠라 음반을 녹음하려고 했지만, 이 합창단이 포함된 음반에 수록된 곡들에도 백 밴드가 포함되어 있었다. 모리슨은 합창단을 구성하는 5중주단에 보컬리스트를 추가하는 것에 불만을 가졌고, 이러한 변화와 다른 것들이 나중에 《His Band and the Street Choir》를 나쁘게 여기게 만들었다.
《His Band and the Street Choir》는 모리슨의 이전 음반인 《Moondance》와 마찬가지로 빌보드 200에서 32위, 영국 음반 차트에서 18위로 정점을 찍었다. 미국 톱 10 싱글 〈Domino〉가 1967년 모리슨의 히트곡 〈Brown Eyed Girl〉을 능가한 덕분이다. 2019년 기준으로 〈Domino〉는 모리슨의 솔로 활동 중 가장 성공적인 싱글로 남아 있다. 다른 두 싱글인 〈Blue Money〉와 〈Call Me Up in Dreamland〉는 발매되었고, 비록 큰 성공을 거두지는 못했지만, 그들은 여전히 빌보드 핫 100에 도달했다.

## 제작

### 녹음
녹음은 우드스톡의 작은 교회에서 데모 세션으로 시작되었는데, 공식적인 발매를 의도하지 않았다. 이 과정에서 모리슨은 이전 두 음반(《Astral Weeks》와 《Moondance》)에서 남은 곡들을 작업했고, 그가 이전에 스튜디오에서 연주하지 않았던 곡들(〈Crazy Face〉와 〈Give Me a Kiss〉)과 두 개의 악기들을 녹음했다. 당시 우드스톡에 녹음 스튜디오를 열 예정이었던 드러머 다호드 샤르가 운영하는 제한된 녹음 장비가 사용되었다. 샤르는 "나는 오래된 교회를 발견했고, 우리는 막 도착했습니다. 마이크를 설치하고 테이프를 틀어놓고 트랙을 따라 내려갔죠. 그들은 음반을 위해 일하는 것처럼 되었습니다."
모리슨은 《Moondance》 세션에서 색소폰 연주자 잭 슈뢰어, 기타리스트 존 플라타니아, 베이시스트 존 클링버그 등 세 명의 음악가를 데려왔다. 에밀리 휴스턴, 주디 클레이, 재키 버델의 백 보컬 트리오도 〈If I Ever Need Someone〉에 참여하기 위해 돌아왔다. 멀티 악기 연주자 다호드 샤르는 《His Band and the Street Choir》에 합류했고, 그는 음반에서 연주하지는 않았지만 《Moondance》 투어의 베테랑이었다. 키보디스트 앨런 핸드는 1970년 4월 말 모리슨의 밴드에 합류하여, 올해 말 밴드를 떠나 이스라엘로 이주한 제프 래브스를 대체했다. 키스 존슨은 트럼펫과 해먼드 오르간의 라인업을 완성했다.

### 구성
《His Band and the Street Choir》에 수록된 몇몇 곡들은 《Astral Weeks》와 《Moondance》 음반에 처음 녹음되었다. 모리슨은 새 음반의 녹음에 다른 인력과 악기가 포함되어 있었기 때문에 《His Band and the Street Choir》에 발매하기 위해 그것들을 다시 쓰고 편곡했다. 《롤링 스톤》의 평론가 존 랜도는 이 음반의 곡들이 그들에게 자유롭고 편안한 사운드를 가지고 있다고 믿고 있으며, 다양한 음악 장르에서 차용한 것이다. 단순한 가사는 모리슨의 작품에서 일반적으로 기대되는 복잡성이 결여되어 있다. 《피치포크》 저널리스트 스티븐 토마스 얼와인에 따르면 《His Band and the Street Choir》은 《Moondance》의 재즈를 "거의 억양으로 포크를 사용하는 솔과 가스펠"을 선호하면서 모두 "헤비 R&B 킥"을 소유했다. 올뮤직의 기고자 제이슨 앤케니는 가수의 이전 두 음반에 대한 "과도한 신비주의"가 없다면 "단순히 모리슨의 리듬 앤 블루스에 대한 발렌타인 때문"이라고 믿었다.
《His Band and the Street Choir》에서 처음으로 녹음된 곡은 1968년 《Astral Weeks》 세션과 1969년 《Moondance》 세션의 아웃테이크인 〈I've Be Working〉이었다. 《His Band and the Street Choir》에서 제작된 마지막 버전은 경쾌하고 제임스 브라운의 영향을 보여준다. 모리슨은 존 랜도가 "숨을 멎게 하는" 호른 부분에 맞춰 "Woman, woman, woman, you make me feel alright (여자, 여자, 여자, 여자, 당신은 나를 괜찮게 만들어)"라는 대사를 노래한다.

## 곡 목록
모든 곡들은 밴 모리슨에 의해 작사/작곡하였다.
| #  | 제목                        | 재생 시간 |
| -- | --------------------------- | --------- |
| 1. | 〈Domino〉                  | 3:06      |
| 2. | 〈Crazy Face〉              | 2:56      |
| 3. | 〈Give Me a Kiss〉          | 2:30      |
| 4. | 〈I've Been Working〉       | 3:25      |
| 5. | 〈Call Me Up in Dreamland〉 | 3:52      |
| 6. | 〈I'll Be Your Lover, Too〉 | 3:57      |

| #  | 제목                         | 재생 시간 |
| -- | ---------------------------- | --------- |
| 1. | 〈Blue Money〉               | 3:06      |
| 2. | 〈Virgo Clowns〉             | 4:10      |
| 3. | 〈Gypsy Queen〉              | 3:16      |
| 4. | 〈Sweet Jannie〉             | 2:11      |
| 5. | 〈If I Ever Needed Someone〉 | 3:45      |
| 6. | 〈Street Choir〉             | 4:43      |